# Вакуленчуківська селищна рада
Вакуленчуківська се́лищна ра́да — колишня адміністративно-територіальна одиниця та орган місцевого самоврядування в Чуднівському районі Житомирської області УРСР та України. Адміністративний центр — селище міського типу Вакуленчук.

## Загальні відомості
- Територія ради: 32,76 км²
- Населення ради: 2 017 осіб (станом на 1 січня 2011 року)

## Населені пункти
Селищній раді були підпорядковані населені пункти:
- смт Вакуленчук

## Населення
Відповідно до результатів перепису населення СРСР, кількість населення ради, станом на 12 січня 1989 року, становила 2 432 особи.
Станом на 5 грудня 2001 року, відповідно до перепису населення України, кількість мешканців сільської ради становила 2 192 особи.

## Склад ради
Рада складалася з 16 депутатів та голови.
- Голова ради: Минчинський Зенон Вікторович

### Керівний склад попередніх скликань
| Прізвище, ім'я, по батькові  | Основні відомості                                                              | Дата обрання | Дата звільнення |
| ---------------------------- | ------------------------------------------------------------------------------ | ------------ | --------------- |
| Царьов Леонід Миколайович    | Селищний голова, 1957 року народження                                          | 26.03.2006   | 31.10.2010      |
| Любарець Олександр Борисович | Селищний голова, 1965 року народження, освіта вища, безпартійний               | 31.10.2010   | 11.12.2011      |
| Минчинський Зенон Вікторович | Селищний голова, 1948 року народження, освіта середня спеціальна, безпартійний | 11.12.2011   |                 |

Примітка: таблиця складена за даними сайту Верховної Ради України

### Депутати
За результатами місцевих виборів 2010 року депутатами ради стали:

#### За суб'єктами висування
| Суб'єкт висування | Кількість обраних депутатів | %    |
| ----------------- | --------------------------- | ---- |
| Партія регіонів   | 9                           | 56,3 |
| Самовисування     | 7                           | 43,8 |

#### За округами
| № округу        | Прізвище, ім'я, по батькові      | Дата визнання обраним | Освіта  | Партійна приналежність | Відомості про обраного депутата                 |
| --------------- | -------------------------------- | --------------------- | ------- | ---------------------- | ----------------------------------------------- |
| Партія регіонів |                                  |                       |         |                        |                                                 |
| 2               | Леонова Тетяна Степанівна        | 04.11.2010            | середня | член Партії регіонів   | Військова частина −2365, службовець             |
| 3               | Скомський В'ячеслав Францович    | 04.11.2010            | середня | позапартійний          | Військова частина −2365, завідувач сховища      |
| 4               | Рубан Наталія Вікторівна         | 04.11.2010            | середня | позапартійна           | Військова частина −2365, інструктор             |
| 6               | Пустовіт Сергій Васильович       | 04.11.2010            | вища    | позапартійний          | Військова частина −2365, інженер                |
| 7               | Гаврилюк Наталія Йосипівна       | 04.11.2010            | середня | позапартійна           | Кредитна спілка «Оберіг», касир                 |
| 8               | Паламарчук Валентина Яківна      | 04.11.2010            | середня | позапартійна           | тимчасово не працює                             |
| 13              | Татунець Ірина Володимирівна     | 04.11.2010            | середня | позапартійна           | Дитячий салочок, няня                           |
| 15              | Здебська Надія Олексіївна        | 04.11.2010            | вища    | позапартійна           | Вакуленчуківська селищна рада, бухгалтер        |
| 16              | Новосілецька Олена Владиславівна | 04.11.2010            | вища    | позапартійна           | Будинко управління № 3, бухгалтер               |
| Самовисування   |                                  |                       |         |                        |                                                 |
| 1               | Волкова Марина Анатоліївна       | 15.11.2010            | вища    | позапартійна           | Селищна рада, секретар                          |
| 5               | Богун Олексій Іванович           | 04.11.2010            | вища    | позапартійний          | Військова частина −2365, начальник відділу      |
| 9               | Семенюк Ольга Михайлівна         | 04.11.2010            | середня | позапартійна           | Військова частина −2365, службовець             |
| 10              | Онищук Олександр Васильович      | 04.11.2010            | вища    | позапартійний          | Вакуленчуківська загальноосвітня школа, вчитель |
| 11              | Ноздрачов Геннадій Миколайович   | 04.11.2010            | вища    | позапартійний          | Військова частина −2365, заступник командира    |
| 12              | Демчук Олена Юхимівна            | 04.11.2010            | середня | позапартійна           | Військова частина −2365, бібліотекар            |
| 14              | Веремеєнко Ірина Єдуардівна      | 27.12.2010            | вища    | позапартійна           | в/ч А — 2369, бухгалтер фінанс.- єкон. служби   |

## Історія
Селищну раду утворено 4 серпня 1986 року в смт Вакуленчук Чуднівського району Житомирської області.
Відповідно до розпорядження Кабінету Міністрів України № 711-р від 12 червня 2020 року «Про визначення адміністративних центрів та затвердження територій територіальних громад Житомирської області», в 2020 році увійшла до складу Чуднівської міської територіальної громади Житомирського району Житомирської області.